# Faptele Apostolilor
Cartea Faptele Apostolilor este a V-a carte a Noului Testament. Se crede ca Faptele Apostolilor și Evanghelia după Luca alcătuiau la început o singură operă care ar fi putut fi intitulată astăzi "Istoria obârșiilor creștine" și care s-ar fi segmentat după anul 150, când creștinii au dorit ca cele 4 evanghelii să formeze, separat, un singur codice. Tradiția bisericească vede cele două opere ca fiind scrise de același autor, Luca, ele fiind adresate aceluiași Teofil, nobil roman convertit la creștinism, și constituie documente de primă mână asupra Bisericii primare. Cât despre timpul și locul scrierii, analiza textului și mărturiile adiacente duc în optica tradiției la concluzia că Luca ar fi început-o la numai câteva luni după ce-și încheiase Evanghelia, adică în preajma anului 65 (oricum, după 63 și înainte de 70) în cetatea Romei.
În realitate, cartea Faptele Apostolilor  este o scriere pseudonimă, fiind opera unui autor anonim și același lucru se poate spune despre Evanghelia după Luca. Autorul acestor scrieri nu a fost martor la viața lui Isus și nici măcar nu susține că descrie în Evanghelie evenimente la care ar fi fost martor.
Cartea Faptele Apostolilor sau Apostolul a fost tipărit în decursul timpului și separat de Noul Testament. Numit în vechime și „Praxiul” (Faptele), a fost tipărit pentru prima oară în limba română în anul 1563, prin osârdia diaconului Coresi. A cunoscut apoi mai multe ediții în limba română și a circulat în toate teritoriile locuite de români.

## Implauzibilitatea istorică a scrierii

### Charles Guignebert
Charles Guignebert, profesor de istoria bisericii la Sorbona la începutul sec. XX, susținea că „a fost demonstrat că autorul Faptelor nu cunoștea epistolele lui Pavel, ba chiar le contrazice în anumite locuri; că nu înțelege anumite tradiții antice [de ex. glossolalia]; iar pe deasupra toate descrierile primilor ani ai istoriei Bisericii sunt drastic de inadecvate, deși ar trebui să presupunem că i-a cunoscut îndeaproape pe fondatorii ei.”

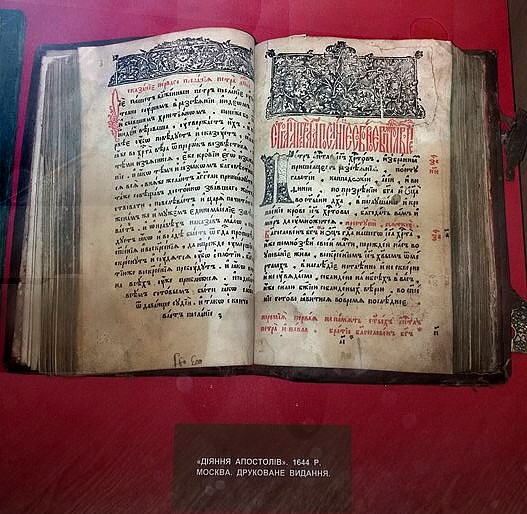
1644

### Pasaje problematice
- Faptele Apostolilor 5:33-39 prezintă o dare de seamă a discursului unui fariseu din primul secol, Gamaliel, în care se referă la alte două mișcări decât calea creștină. Una a fost condusă de Teuda (v. 36) iar cea care i-a urmat a fost condusă de Iuda Galileeanul. Josephus îl plasează pe Iuda în jurul anului 6 e.n. El îl plasează pe Teuda sub procuratorul Fadus între 44 și 46 AD. Aici apar două probleme. Prima, ordinea lui Iuda și Teuda este inversată în Faptele Apostolilor cap. 5. A doua, mișcarea lui Teuda a apărut mai târziu decât are loc discursul lui Gamaliel.
- Faptele Apostolilor 6:9 menționează provincia Ciliciei în timpul unei scene care se presupune că ar avea loc la mijlocul anilor 30 e.n. Nu exista o provincie romană cu acel nume de la 27 î.e.n., ea fiind restaurată de împăratul Vespasian abia în 72 e.n.[7]
- Faptele Apostolilor 9:31 spune „Biserica se bucura de pace în toată Iudeea, Galileea și Samaria, se întărea sufletește, și umbla în frica Domnului; și, cu ajutorul Duhului Sfînt, se înmulțea.”, ceea ce a fost interpretat că Iudeea era considerată direct învecinată Galileii.  Dacă acest lucru este adevărat, atunci Luca a înțeles greșit geografia Palestinei.
- În Faptele Apostolilor 11:28 și Faptele Apostolilor 12:25, Agabus profețește o foamete sub domnia lui Claudius (41-54 e.n.). Foametea este menționată în Fapte înainte de moartea lui Irod (Faptele Apostolilor 12:20-23). Josephus menționează o foamete în Ierusalim alinată prin intervenția reginei Elena din Adiabene, legată de procuratura lui Tiberius Iulius Alexandru (46-48 e.n.). Josephus plasează însă foametea după moartea lui Irod. Profeția lui Agabus nu este plasată istoric corect în evenimentele din Faptele Apostolilor 11:28.
- Faptele Apostolilor 23:31 afirmă că soldații l-au dus pe Pavel de la Ierusalim la Antipatrida, o distanță de 72,5 km parcursă într-o singură noapte. 48 km constituia o distanță potrivită pentru o călătorie de o zi, fie că era făcută pe uscat sau pe mare. Atât numerele menționate (două sute de ostași, șaptezeci de călăreți, două sute de sulițași) cât și viteza călătoriei (între 61 și 72,6 km parcurși într-o noapte) sunt exagerate pentru a sublinia importanța persoanei acompaniate și a pericolului care o pândea.
- Este foarte ciudat că Luca putea cunoaște ceea ce Festus și Agrippa și-au spus unul altuia în apartamentele lor private (Faptele Apostolilor 25:13-22, Apostolilor 26:30-32) sau ce au afirmat membrii Sinedriului într-o sesiune închisă (Faptele Apostolilor 4:15-17, Apostolilor 5:34-40).
- Faptele Apostolilor 4:4 povestește de Simon Petru vorbind unui public de 5000 de oameni. Profesorul de Noul Testament Robert M. Grant spune: „Luca se auto-considera drept istoric, dar sunt multe obiecții care pot fi ridicate împotriva credibilității istorisirilor sale […] ‘Statisticile’ lui sunt imposibile; Petru nu s-ar fi putut adresa la trei mii de oameni fără a avea microfon, iar deoarece populația Ierusalimului era în jur de 25-30 000, creștinii nu puteau număra cinci mii.”[8]
- În Faptele Apostolilor 21:38 un roman îl întreabă pe Pavel dacă el este „Egipteanul” care a condus o bandă de „sicarii” (tradus literal: „pumnale”) în deșert. Atât în Războaiele Evreiești[9] cât și în Antichitățile Iudeilor,[10] Josephus vorbește de naționaliști evrei numiți sicarii tocmai înainte de a discuta despre Egipteanul care își conducea adepții la Muntele Măslinilor. Se pare că Luca l-a folosit pe Josephus ca sursă și din greșeală a crezut că sicarii erau adepții Egipteanului.[11][12]
- Faptele Apostolilor 10:1 vorbește de un centurion roman numit Cornelius, staționat în Cezareea. Dar, în timpul domniei lui Irod Agrippa, nu se aflau trupe romane situate pe teritoriul său.[8]
- Descrierea Conciliului Apostolic de la Ierusalim din cap. 15 a fost descrisă ca „o construcție a imaginației [căreia] nu-i corespunde nicio realitate istorică.”[13] Procesul lui Pavel din cap. 24 a fost descris ca „prezentat în mod incoerent”.[14]

### Relația scrierii cuEvanghelia după Luca
Deoarece Faptele Apostolilor este îndeobște privită drept continuare a Evangheliei după Luca, problemele credibilității istorice ale aceste evanghelii pot fi folosite pentru a pune la îndoială credibilitatea istorică a Faptelor Apostolilor. De exemplu, descrierea recensământului lui Quirinius (Luca 2:1-5) a fost considerată implauzibilă de către istorici. Nu există nicio mărturie despre cetățeni siliți să călătorească distanțe considerabile pentru a fi înregistrați, și nu e ușor de înțeles de ce ar fi fost justificată bulversarea produsă de recensământ. Încercări ale apologeților creștini de a reconcilia Evanghelia după Luca altor surse au fost descrise de John P. Meier, cercetător al Noului Testament, drept „extrem de forțate”.
În mod asemănător Faptelor, Evanghelia după Luca pare să comită erori privind perioadele (lista din Luca 3:1 menționează drept contemporane mai multe domnii care nu s-au suprapus, idem ditto pentru doi Mari Preoți), titlurile corecte pentru conducători cum ar fi Pilat din Pont și geografia (Luca s-a luat după Marcu în a plasa Gherghesul la Marea Galileii în Luca 8:26. O traducere alternativă ar fi „ținutul Gherghesenilor” ca fiind la Marea Galileii. Niciuna dintre ele nu este corectă, Gherghesul fiind la peste 48 km de Galileea, care este de fapt un lac cu apă dulce, fiind separat de Galileea de către teritoriile altor orașe. Traducerile ulterioare ale Evangheliei după Luca au urmat Evanghelia după Matei, schimbând Gherghesul cu Gadara.)

### Pretenții de necrezut
Alții au disputat plauzibilitatea pretențiilor unor miracole menționate de Luca, miracole care nu sunt amintite de alți autori. Edward Gibbon scria cu ironie deliberată de „neatenția indolentă” a unor mari istorici, cum ar fi Seneca și Plinius cel Bătrân, care „într-o lucrare laborioasă, [au] notat toate marile fenomene ale Naturii, cutremure, meteori, comete și eclipse” dar ar fi fost martori la întunericul de trei ore care a cuprins lumea după crucificare. „Atât unul cât și celălalt au omis să menționeze cel mai măreț fenomen pe care ochii muritorilor l-au văzut de la crearea lumii.”

### Folosirea surselor
Mai mulți cercetători au criticat modul în care Luca a folosit sursele pe care s-a bazat. De exemplu, Richard Heard a scris că: „în narațiunea de la începutul Faptelor Apostolilor el pare a însăila pe cât de bine se pricepe un număr de povești și narațiuni diferite, unele dintre ele părând că, până să ajungă până la el, fuseseră grav distorsionate de către cei care le povesteau.”

### Chestiuni privitoarea la scrierea polemică
Unii teologi afirmă că povestirile din Noul Testament sunt anistorice, deoarece nu există dovezi dinafara Noului Testament sau scrieri ale Părinților Bisericii care să le confirme. Conform acestei perspective, persecuțiile fie nu s-au întâmplat niciodată, fie au fost exagerate de autorii Noului Testament ca parte a polemicii anti-iudaice. Această exagerare polemică a fost sporită de scriitori ulteriori, cum ar fi Părinții Bisericii. De exemplu, se argumentează că incidentele din Noul Testament reprezentau incidente locale și izolate, nefiind urmarea unei politici a autorităților. Evenimentele care au urmat revoltei lui Bar-Kokhba au putut conduce la o reinterpretare a unor evenimente izolate ca fiind inspirate de politica autorităților.

### Alte obiecții științifice
Catholic Encyclopedia citează mai multe obiecții împotriva autenticității Faptelor Apostolilor:
„Cu toate acestea, acest adevăr solid a fost contrazis. Baur, Schwanbeck, De Wette, Davidson, Mayerhoff, Schleiermacher, Bleek, Krenkel, ș.a. s-au opus autenticității Faptelor Apostolilor. O obiecție este extrasă din discrepanța dintre Fapte 9:19-28 și Gal. 1:17, 19. În Epistola către Galateni 1:17,18 Sf. Pavel afirmă că imediat după convertire a plecat în Arabia și s-a întors din nou la Damasc. «După trei ani, m'am suit la Ierusalim să fac cunoștință cu Chifa.» În Fapte nu este menționată călătoria Sf. Pavel în Arabia, iar călătoria la Ierusalim este plasată imediat după ce s-a aflat că Pavel a predicat în sinagogă. Hilgenfeld, Wendt, Weizäcker, Weiss, ș.a. pretind că aici este vorba de o contradicție între Pavel și autorul Faptelor Apostolilor.”